# Demons Down
Demons Down è il terzo album degli House of Lords, uscito nel 1992 per l'etichetta discografica Victory Records.

## Tracce
1. O Father (Baker, Christian, Giuffria, Marlett) 5:56
2. Demons Down (Baker, Christian, Giuffria) 3:35
3. What's Forever For (Baker, Christian, Giuffria) 4:37
4. Talkin' 'Bout Love (Aldridge, Baker, Christian, Giuffria, Johnstad) 4:51
5. Spirit of Love (Christian, Giuffria, Pierce, Spiro) 4:35
6. Down, Down, Down (Baker, Christian, Giuffria, Marlett) 4:51
7. Metallic Blue (Baker, Christian, Giuffria, Slamer)5:07
8. Inside You (Christian, Giuffria, Pasqua, Spiro) 5:39
9. Johnny's Got a Mind of His Own (Baker, Christian, Giuffria) 3:43
10. Can't Fight Love (Baker, Christian, Giuffria, Slamer) 3:22

## Formazione
- James Christian - voce
- Dennis Chick - chitarra
- Sean McNabb - basso
- Tommy Aldridge - batteria
- Gregg Giuffria - tastiere

### Altro personale
- Tim Pierce - chitarra
- Danny Jacobs - chitarra
- Paul Stanley - cori
- David Glen Eisley - cori
- Aina Olson - cori